# Mouswald
Mouswald ist eine Ortschaft in der schottischen Council Area Dumfries and Galloway. Sie liegt rund zehn Kilometer südöstlich des Zentrums von Dumfries und zwölf Kilometer nordwestlich von Annan in der Region Nithsdale in der traditionellen Grafschaft Dumfriesshire. Der Mouswald Burn, ein Quellfluss des Lochar Water, begrenzt Mouswald im Süden.
Der Name der Ortschaft leitet sich von Mosswald ab, das „Wald am Moor“ bedeutet. Er weist auf die Lage der Ortschaft in einer ehemals bewaldeten Region ein kurzes Stück nordöstlich des Moores Lochar Moss hin.

## Geschichte
Bereits im 18. Jahrhundert verfügte Mouswald über eine Schule. In den 1880er Jahren bot sie Raum für 135 Schüler. Als Grundschule bestand sie bis Juli 2016 weiter und wurde anschließend geschlossen. Ebenfalls aus dem 18. Jahrhundert stammt eine Turmwindmühle, die heute als Kategorie-B-Bauwerk denkmalgeschützt ist. Sie diente dem Mahlen von Hafer.
Um 1816 wurde in Mouswald die Mouswald Parish Church eröffnet. 1929 wurde das Gebäude umfassend überarbeitet. Ebenso wie das 1830 erbaute zugehörige Pfarrhaus, ist die Kirche heute denkmalgeschützt. Von einem ehemaligen Kirchengebäude der Free Church of Scotland ist noch das denkmalgeschützte Pfarrhaus vorhanden. Dem Geistlichen Henry Duncan, der in der Nachbargemeinde Ruthwell im Jahre 1810 die erste Sparkasse Schottlands eröffnete (siehe Ruthwell Museum), wurde mit dem Henry Duncan Monument um 1846 in Mouswald ein Denkmal gesetzt.
Im Rahmen der Zensuserhebung 1961 wurden in der kleinen Ortschaft Mouswald 51 Einwohner gezählt.

## Verkehr
Während die B724 Mouswald im Westen tangiert, bindet eine rund einen Kilometer lange Straße die Ortschaft im Osten an die überregional bedeutende Fernverkehrsstraße A75 (Stranraer–Gretna Green) an. Mit den Bahnhöfen von Racks und Ruthwell eröffnete die Glasgow and South Western Railway in der Mitte des 19. Jahrhunderts im Umkreis von wenigen Kilometern um Mouswald zwei Bahnhöfe. Beide wurden zwischenzeitlich aufgelassen.